# (4529) Webern
(4529) Webern est un astéroïde de la ceinture principale.

## Description
(4529) Webern est un astéroïde de la ceinture principale. Il fut découvert le 1er mars 1984 à la station Anderson Mesa par Edward L. G. Bowell.
Il fut nommé en l'honneur du compositeur autrichien Anton Webern (1883-1945). 
Il présente une orbite caractérisée par un demi-grand axe de 3,02 UA, une excentricité de 0,06 et une inclinaison de 11,0° par rapport à l'écliptique.

## Compléments